# ويكسفورد
ويكسفورد (بالأيرلندية: Loch Garman)  هي بلدة في مقاطعة وكسفورد، أيرلندا. تقع ويكسفورد على الجانب الجنوبي من وكسفورد هاربور، مصب نهر سلاني بالقرب من الركن الجنوبي الشرقي من جزيرة أيرلندا. ترتبط المدينة بدبلن عبر الطريق الرئيسي الوطني M11 / N11 ؛ وإلى روسلار يوربورت [الإنجليزية]، كورك ووترفورد بواسطة N25. شبكة السكك الحديدية الوطنية تربطها بـدبلن وروسلار يوربورت. كان عدد سكانها 20,188 وفقا لتعداد عام 2016.

## التاريخ

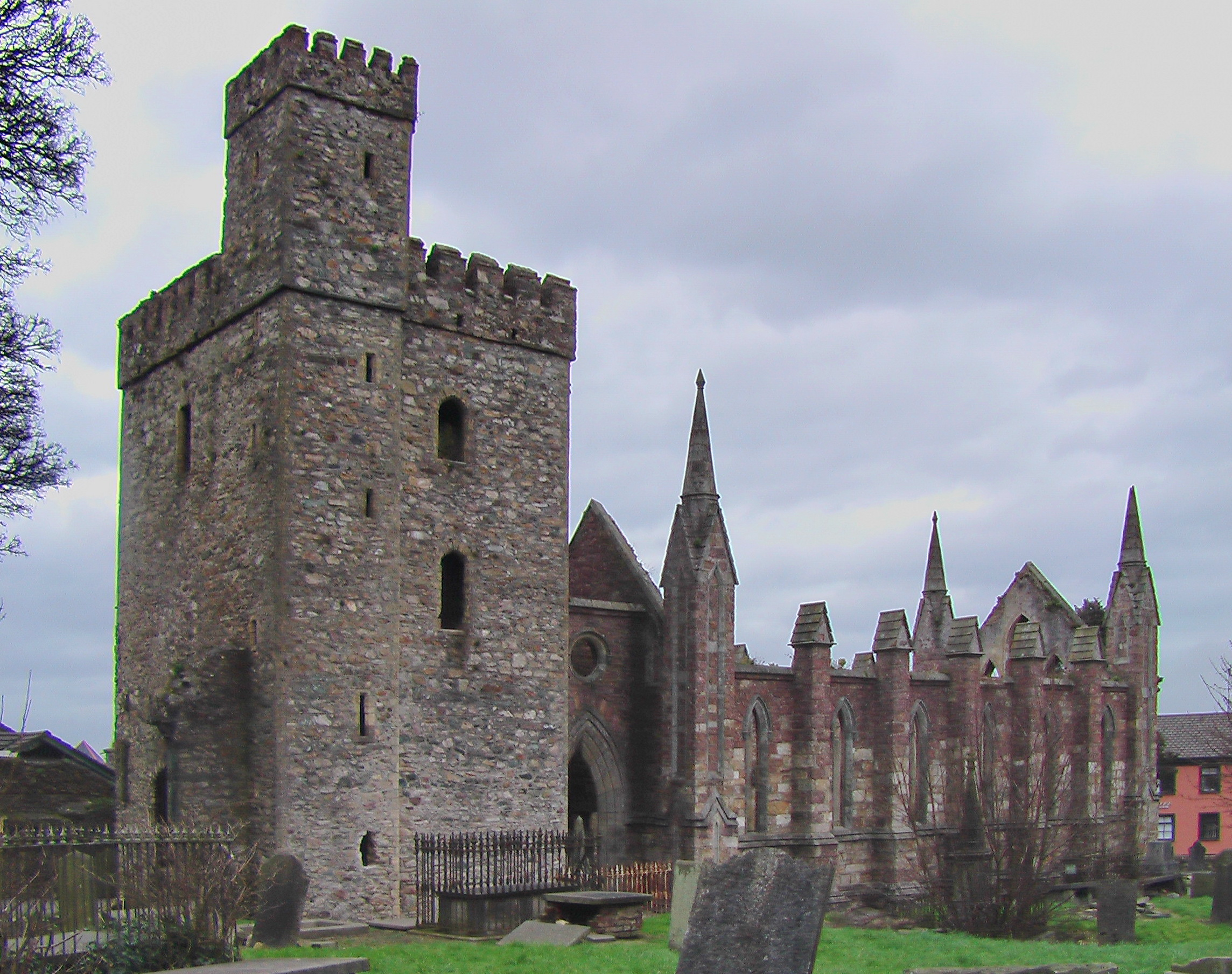
أنقاض دير سيلسكار، ويكسفورد.

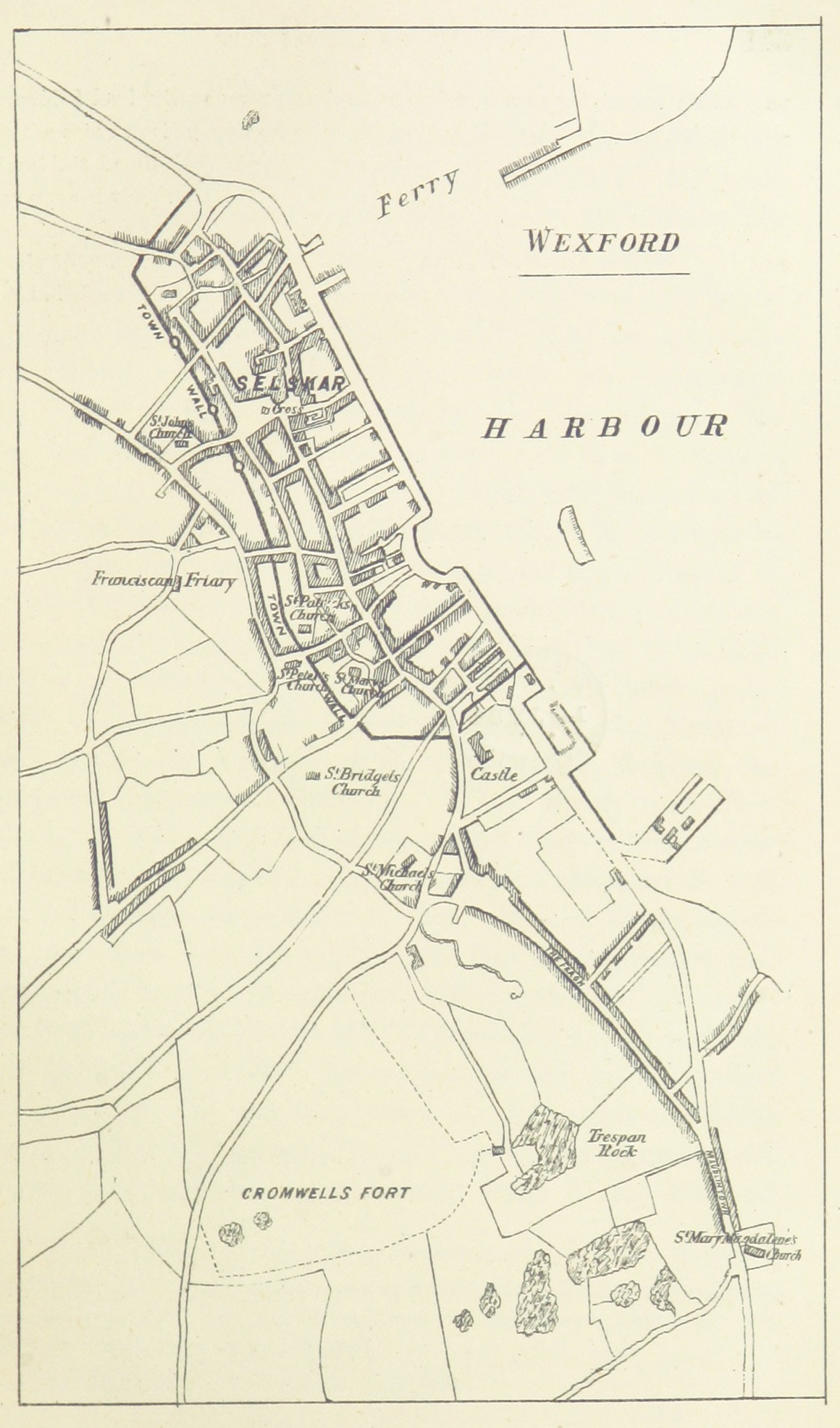
خريطة لكسفورد في القرن السابع عشر. رجال كرومويل يخيمون في الجنوب الغربي.

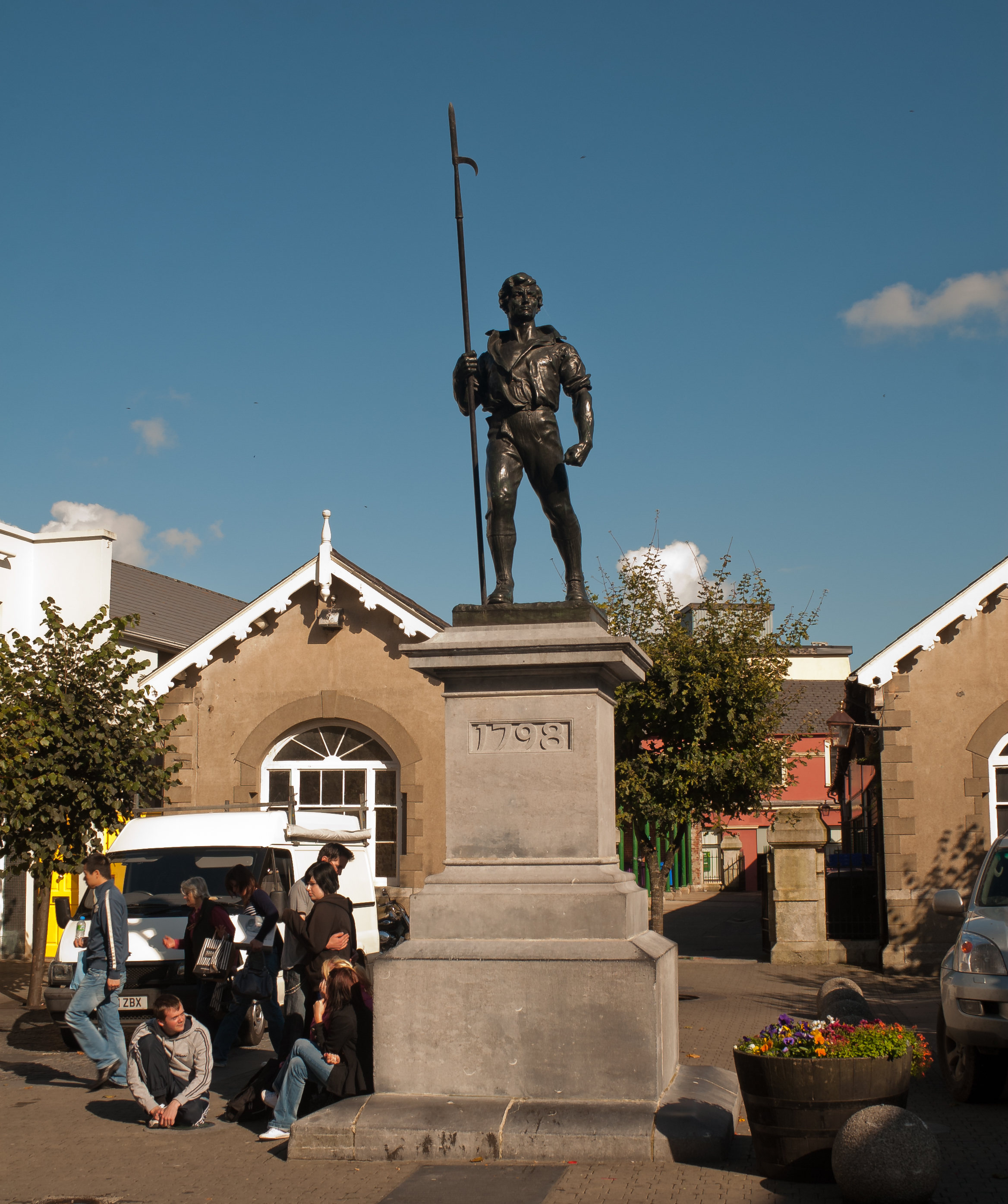
تمثال وكسفورد بيكمان من تأليف أوليفر شيبارد في ذكرى تمرد 1798

## توأمة
لويكسفورد اتفاقيات توأمة مع كل من:
- كويرون [الإنجليزية]‏
- أنابولس
- لوغو

## أعلام
- دان أوهيرليهي
- أوليفيا روبرتسون
- غوردون دارسي
- يون كولفر
- جون بانفيل
- نيك دانينغ